# مقیاس افتراق معنایی
مقیاس افتراق معنایی یک مقیاس روان سنجی است که مکرراً در پرسشنامه‌های پژوهشی مورد استفاده قرار می‌گیرد؛ و یکی از عمومی‌ترین روشهای در ک احساس است. در این روش دسته‌بندی کلمات در قالب صفاتی که در امتداد هم قرار گرفته باشند طرز نگرش اختصاصی افراد را تعیین می‌کنند.صفات انتخاب شده فهرستی از ویژگیهای معنایی موضوع مورد بحث است که پاسخگو بر اساس این ویژگیها به ارزیابی موضوع می‌پردازد.ا

## تاریخچه
مقیاس افتراق معنایی در سال ۱۹۵۷، توسط آسگود روانشناس ارتباطات ابداع شد. بعد از او سینکلر تغییراتی در ین مقیاس به وجود آورد.

آزگود و همکاران او یک تحلیل عاملی از مجموعۀ مقیاس‌های افتراق معنائی ارائه کردند و سه رفتار تکراری پیدا کردند که انسان‌ها برای ارزشیابی واژگان و گروه‌ها: ارزش، قدرت و فعالیت به کار می‌بردند. ارزشیابی در جفت صفات (خوب-بد) به بالاترین میزان می‌رسید. جفت صفت (قوی-ضعیف) عامل قدرت را مشخص می‌کرد. جفت صفت (فعال-غیرفعال) عامل فعالیت را اندازه‌گیری می‌کرد. این سه بعد از معنی مؤثر به عنوان کلیات میان فرهنگی در بررسی ده‌ها فرهنگ شناخته شدند. این ساختار عاملی معنای عمیقی دارد. هنگامی که اجداد ما با یک فرد روبرو می‌شدند ادراک درونی باید این بود که آیا این فرد خطرناک است یا نه؟ خوب است یا بد؟ قوی است یا ضعیف؟ در نتیجه، ما توانستیم دسته‌بندی ذاتی خویش را گسترش دهیم تا مواردی که افراد تهدید کنندۀ ما بودند یا یک خطر بالقوه محسوب می‌شدند از هم تفکیک کنیم. در نتیجه، عوامل ارزش، قدرت و فعالیت یک دستگاه توصیفی مفصل را رقم زدند. افتراق معنائی آزگود این سه عامل را اندازه‌گیری می‌کند و حاوی مجموعه‌هائی از حفت صفاتی نظیر: گرم-سرد، روشن-تیره، زیبا-زشت، شیرین-تلخ، عادلانه-ناعادلانه، شجاع-ترسو و بامعنی-بی‌معنی است. مطالعات آزگود و همکاران نشان داد که یک عامل ارزشگذار برای بیشتر تغییرات مقیاس‌ها در نظر گرفته می‌شود و آنها را به رفتارها مرتبط می‌کند.
بدین سان، پنج مورد (پنج جفت صفات دو قطبی) از یافته‌های قابل اتکا به دست آمد که با اندازه‌گیری‌های عددی تقریبی‌ترِ مستقل از همان رفتار همبستگی داشت. یک مشکل در مورد این مقیاس این بود که ویژگی‌های روان‌سنجی و سطح اندازه‌گیری آن بحث برانگیز بود. کلی‌ترین رویکرد، کاربرد آن به عنوان یک مقیاس عدد ترتیبی بود. اما می‌توان این بحث را مطرح کرد که پاسخ خنثی (مورد میانۀ این مقیاس) به عنوان نقطۀ صفر اختیاری به کار رود و این که بازۀ میان ارزش‌های مقیاس ممکن است برابر تلقی شود و آن را به یک مقیاس بازه‌ای تبدیل کند.
یک گزارش مفصّل از توسعۀ افتراق معنائی در مورد کلیاتِ معنای مؤثر میان فرهنگی تهیه شده است. بررسی فرهنگ‌ها که توسط دیوید هیس انجام شد توجه خاص به اندازه‌گیری موضوعات را هنگام استفاده از مقیاس‌های اندازه‌گیری نموداری توسط رایانه به روزرسانی می‌کند. ورمنگام و همکاران یک چارچوب برای توسعه بیشتر و استفاده از افتراق معنائی را ارائه کرده‌‌اند. این چارچوب از توجه ویژه نسبت به جمع‌آوری مجموعه‌ای از مقیاس‌های دوقطبی مرتبط، آزمون زبان‌شناسی دوقطبی معنائی و تعیین ابعاد افتراق معنائی حمایت می‌کند.